# Frankreich privat – Die sexuellen Geheimnisse einer Familie
Frankreich privat – Die sexuellen Geheimnisse einer Familie ist eine französische, pornografisch gefärbte Dramedy von Jean-Marc Barr und Pascal Arnold aus dem Jahr 2012. Der Originaltitel Chroniques sexuelles d’une famille d’aujourd’hui bedeutet etwa „Sexuelle Chroniken einer Gegenwartsfamilie“.

## Handlung
Der 18-jährige Romain wird dabei erwischt, wie er während des Unterrichts masturbiert und sich dabei mit seinem Handy filmt – andere Mitschüler haben als Teil eines Spiels dasselbe getan, ohne sich jedoch dabei erwischen zu lassen. Ihm droht dementsprechend der Schulausschluss. Vom Schuldirektor zu sich bestellt, nimmt es seine Mutter dagegen gelassen hin. Da in der Familie kaum über Sexualität geredet wird, nehmen sie und der Vater sich von nun an vor, mit den Kindern diesbezügliche Gespräche zu führen.
Als die Mutter den Großvater darauf anspricht, wie sein Sexualleben seit dem Tod seiner Frau aussieht, erzählt er erleichtert von seinen Besuchen bei einer Prostituierten. Diese Lösung erlaube es ihm, der Verstorbenen im Herzen treu zu bleiben. Die Eltern behandeln mit ihren Kindern das Thema Sexualität offen, verständnis- und humorvoll. Romain ist umso deprimierter, noch immer jungfräulich zu sein, je länger dieser Zustand dauert, wagt aber kaum eine Annäherung an seine Mitschülerin Coralie. In einem vertrauensvollen Gespräch tröstet ihn sein Vater, er werde schon noch zu seiner ersten sexuellen Erfahrung kommen. Romains Adoptivschwester Marie hat ein erfülltes Sexleben mit ihrem Freund Cédric, während Romains älterer Bruder Pierre mit wechselnden Paaren seine Bisexualität auslebt. Er ist jedoch nicht bereit, seine sexuellen Verhältnisse seiner interessierten Mutter offenzulegen. Die Mutter erzählt dem Vater, dass sie Liebhaber habe und sie wie Lustobjekte besteige. Beim Geburtstag des Großvaters ist Coralie anwesend. Romain zieht sich mit ihr auf sein Zimmer zurück und wird von ihr entjungfert.
Ein Jahr später stirbt der Großvater beim Akt mit der Prostituierten. Außer ihr und der Familie erscheinen aber keine Bekannten zum Begräbnis. Cédric weiht Marie in seine Masturbationsfantasien ein, während sich Romain und Coralie derweil beim Sex filmen und die Videos ins Internet stellen.
Am Ende des Films lassen sich an Allerheiligen alle gemeinsam für ein Familienfoto ablichten.

## Hintergrund
Die fiktionale Studie schildert die sexuellen Freuden und teilweise Nöte der Mitglieder einer Mittelstandsfamilie. Die Macher erklärten, den hypermaskulinen und frauenverachtenden Bildern der Pornoindustrie die Normalität von Sexualität entgegensetzen zu wollen, denn die Porno-Darstellungen seien der bestimmende Anhaltspunkt in der sexuellen Erziehung von Kindern. „Wir wollten ein Gefühl vermitteln, diese sensorische Sache zwischen zwei Menschen, die geistig werden kann.“ Sie drehten innerhalb drei Wochen auf Video und mit „echten Schauspielern“. Die DVD-Version enthält Aufnahmen von nicht-simuliertem Geschlechtsverkehr und von Geschlechtsteilen, während die Fassung für Kino und Fernsehen auf diese Szenen verzichtet und in Frankreich ab 12 Jahren zugelassen ist. Auf dem deutschen Markt wurde der Film auf dem Pornfilmfestival Berlin 2013 aufgeführt, vom Verlag Pierrot le Fou als DVD herausgebracht und am 7. Januar 2014 auf 3sat ausgestrahlt.

## Kritik
L’Express urteilte, das lobenswerte Vorhaben gelinge dank seiner gedanklichen Tiefe und der ästhetischen Sorgfalt bei der Bildgestaltung. Le Monde kam der Film wie Aufklärungsmaterial vor. Da sei eine Familie, „ein Papa, eine Mama, die sich ganz fest lieb haben“ usw., wobei der Humor etwas gezwungen daherkomme. Die Macher wären „explizit, aber keusch“, und über das Ergebnis werde jeder nach Belieben „gerührt oder verärgert“ sein. Wie üblich beim Duo Barr/Arnold sei der Film von einer technischen und intellektuellen Schwäche, aber auch von einer überfließenden Aufrichtigkeit, hieß es in den Cahiers du cinéma. Entgegen der guten Absicht resultiere eine ununterbrochene Abfolge pornografischer Szenen ohne jeden soziologischen Wert, die die Darsteller in dauererigierte Karnickel und die Welt in ein riesiges Bordell verwandle.
Die taz nannte den Film ein „eher gemütliches Erzeugnis und in seiner Nichtigkeit zum Scheitern verurteilt.“